# Шолья (Шольинское сельское поселение)
Шолья — село в Камбарском районе Удмуртии. Расположено на равнине, на левом берегу реки Кама. Со всех сторон к селу примыкает лес. Население — 1650 человек (2003).

## История
Во время Великой Отечественной войны в лесу располагалась 357-я стрелковая дивизия. На месте её пребывания сохранились землянки и утварь того времени.
В 2008 году в этом поселке снимался фильм "Двенадцатое лето".

## Экономика
В конце XX века в посёлке располагался леспромхоз, изготавливавший паркет, пиломатериал, мочалу, сувениры. На сегодняшний день оно является банкротом. В связи с отсутствием достаточного количества рабочих мест в посёлке, население работает в основном на заводе по уничтожению химического оружия в районном центре Камбарка.

## Транспорт
В посёлке находится железнодорожная станция. В пяти километрах ниже по реке Кама находится паромная переправа.

## Объекты бюджетной сферы
- Средняя школа (135 учащихся)
- Детский сад (50 детей)
- Больница на 20 коек
- Сельский клуб
- Библиотека
- Шольинское отделение Камбарского ЦСО на 15 мест